# Diana Neaga-Calotă
Diana Neaga-Calotă; z d. Neaga (ur. 24 maja 1986) – rumuńska siatkarka, grająca na pozycji rozgrywającej. Od sezonu 2013/2014 występuje w drużynie CSM Târgoviște.

## Sukcesy klubowe
Mistrzostwo Rumunii:
- 2007, 2008, 2011, 2012
- 2015, 2016
- 2005, 2009, 2010, 2013, 2017

Puchar Rumunii:
- 2007, 2008, 2010, 2011, 2016

Superpuchar Rumunii:
- 2016